# Пси Девы
Пси Де́вы (лат. ψ Virginis), 40 Девы (лат. 40 Virginis), HD 112142 — тройная звезда в созвездии Девы на расстоянии приблизительно 523 световых лет (около 160 парсек) от Солнца.

## Характеристики
Первый компонент (HD 112142A) — красный гигант, пульсирующая медленная неправильная переменная звезда (LB) спектрального класса M2III, или M3III, или M3, или Mb. Визуальная звёздная величина звезды — от +4,96m до +4,73m. Масса — около 3,95 солнечной, радиус — около 116,401 солнечного, светимость — около 1186,936 солнечной. Эффективная температура — около 3500 K.
Второй компонент — коричневый карлик. Масса — около 65,34 юпитерианской. Удалён в среднем на 1,758 а.е..
Третий компонент (HD 112142B). Визуальная звёздная величина звезды — +8,3m. Удалён на 0,2 угловой секунды.